# Gaspare Spontini
Gaspare Luigi Pacifico Spontini (ur. 14 listopada 1774 w Maiolati koło Jesi, zm. 24 stycznia 1851 tamże) – kompozytor i dyrygent włoski.

## Życiorys
Spontini był jednym z pięciorga dzieci biednych rodziców. Dopóki nie odkryto jego talentu muzycznego, zamierzał zostać księdzem, jak jego bracia. Od 1793 do 1795 studiował w Conservatorio della Pietà dei Turchini w Neapolu u Giacomo Tritto, dla tutejszych też teatrów oraz w Rzymie wystawiał – bez powodzenia – swe początkowe opery pisane pod wpływem rad Niccolò Piccinniego i Cimarosy.
Pędząc awanturnicze życie, przybył do Paryża (1803), gdzie zdołał wystawić kilka swoich oper (Milton, Julia), także bez żadnego powodzenia. Znalazłszy protektorkę, gdyż od 1805 był nadwornym kompozytorem cesarzowej Józefiny, napisał Westalkę (1807), która przyniosła mu olbrzymią sławę i uzyskała długotrwale powodzenie. Opera ta była podziwiana zarówno przez współczesnych mu kompozytorów jak Luigi Cherubini i Giacomo Meyerbeer oraz późniejszych jak Hector Berlioz czy Richard Wagner. Spontini stał się ulubionym kompozytorem Napoleona i ówczesnego społeczeństwa paryskiego. Ferdynand Kortez (1809) i Olimpia (1819) nie zyskały już takiego rozgłosu.
Po upadku cesarstwa Spontini, zniechęcony obojętnością Francuzów, na zaproszenie króla pruskiego Fryderyka Wilhelma III osiadł w Berlinie przy dworze królewskim i tam napisał Nurmahala i Agnieszkę Hohenstaufen, którą sam uważał za arcydzieło. W latach 1820–1841 był dyrektorem muzycznym i I kapelmistrzem opery królewskiej. Po przejściu na emeryturę, opuścił Berlin (jego następcą w funkcji dyrektora został Giacomo Meyerbeer, a kapelmistrza Felix Mendelssohn-Bartholdy), przebywał jakiś czas w Paryżu i Rzymie, a krótko przed śmiercią udał się do miejsca swego urodzenia, gdzie zmarł.